# Холленбек
Холленбек (нем. Hollenbek) — община в Германии, в земле Шлезвиг-Гольштейн. 
Входит в состав района Герцогство Лауэнбург. Подчиняется управлению Лауэнбургише Зеен.  Население составляет 439 человек (на 31 декабря 2010 года). Занимает площадь 7,21 км².